# Clastobryella tenella
Clastobryella tenella är en bladmossart som beskrevs av Fleischer 1923. Clastobryella tenella ingår i släktet Clastobryella och familjen Sematophyllaceae. Inga underarter finns listade i Catalogue of Life.